# Cerkev sv. Martina, Domanjševci
Cerkev sv. Martina v Domanjševcih je pokopališka cerkev v Občini Šalovci. Stavba je uradno zabeležena kot kapela, vendar ne gre za manjši verski objekt, saj sprejme 300 obiskovalcev.

## Lokacija cerkve
Domanjševci so vas, na skrajnem severovzhodu slovenskega ozemlja, kjer se živahno razgibano gričevje Goričkega spušča v porečje Male in Velike Krke. Južno od vasi se dolinski svet dviguje v gozdnato pobočje, kjer se na višini 307 metrov med drevjem prikazuje zvonik katoliške pokopališke vaške cerkve, ki se je od stavb edina ohranila še iz globokega srednjega veka, ko je bil njen zavetnik sveti Venceslav.

## Cerkev sv. Venceslava
Cerkev v Domanjševcih je izredni umetnostni spomenik Prekmurja. Zato je velikega pomena, če zanesljivo dokažemo ali je cerkev sv. Venceslava iz leta 1208 identična z današnjo cerkvijo v Domanjševcih ali z njeno predhodnico.
Dne 28. septembra 929 je umrl mučeniške smrti češki knez sv. Venceslav, umorjen od svojega brata Boleslava. Kmalu pa smrti so ga začeli Čehi častiti kot svetnika. 
Upoštevaje, da so bile v severnem delu zagrebške škofije tri cerkve posvečene v čast sv. Venceslavu - in da je spadalo področje Domanjševec skoraj sto let pod Zagreb (1094-1178) - in sicer v času, ko je bil češki vpliv vsekakor močan, potem je možno domnevati, da je nastala cerkev sv. Venceslava v Domanjševcih prav v času, ko je to področje cerkveno upravljal Zagreb, namreč pred letom 1178. Tako bi bila prvotna domanjševska kapela stara leta 1208, ko je prvič omenjena, okoli 50 let. Vsekakor je mogoče, da je ta prvotna kapela v Domanjševcih propadla v kakšni katastrofi, npr. ob tatarskem vpadu leta 1241 in so nato pozidali na starem temelju današnjo zgradbo. 
Ime Venceslav je znano med prekmurskimi krajevnimi imeni. Vas Večeslavci, v soseščini Rogaševec, se omenja leta 1365.

## Župnijska cerkev
Cerkev v Domanjševcih se javlja tudi kot župnijska cerkev. Po podatkiih iz škofijskega arhiva v Szombatheyu navaja T. Bogyay, da je bival leta 1560 v kraju »Damokosfalva« (Domanjševci) župnik Gregor Basyka. Ta podatek služi kot zanesljiv dokaz, da so bili Domanjševci tik pred reformacijo samostojna župnija.
Tudi posestno stanje govori za to, da je bila domanjševska kapela že v srednjem veku župnijska cerkev, župnik je dobival desetino od vinogradov. Navadne pokopališčne kapele niso imele pravice do desetine. Zato je bila domanjševska cerkev pomembna že v srednjem veku.

## Današnje ime
V nemirnem razdobju XVI.in XVII. stoletja, ko je bila kapela zelo poškodovana in je skoraj opustela, je izginilo svetniško ime prvega zaščitnika kapele sv. Venceslava. V letih 1698 in 1714 je bila  kapela posvečena Marijinemu rojstvu. Tudi pri tem ni ostalo,  kajti leta 1758 je bila kapela posvečena v čast sv. Rešnjemu Telesu. Po sporočilu župnika Fr. Faflika je bila med vojnama kapela posvečena Marijinemu vnebovzetju - Na specialni karti je kapela v Domanjševcih označena kot »Sv. Martin«. Enako jo ima za kapelo sv. Martina Zavod za varstvo spomenikov Slovenije.

## Portal cerkve
Portal sedanje cerkve je romanski in je stopničasto členjen, ter zaščiten z nadstreškom. Verjetno so avtorji klesanja madžarski mojstri delavnice iz Jaka. Na vsaki strani so trije stebri, ki se zaključujejo zgoraj z delno ohranjenimi kapiteli z živalsko in rastlinsko ornamentiko.
V luneti je reliefni lev s križem, ki je edini takšne vrste v Sloveniji. Žival s križem simbolizira na eni strani podobo Kristusa, ki se kot božje jagnje žrtvuje za grešni svet, na drugi pa predstavlja Božjega vladarja. Kraljevski lev je simbol svetne in posvetne vlade.